# Mervyn's
Mervyn's was een middelgrote, Amerikaanse warenhuisketen gevestigd in Hayward, Californië, en werd opgericht door Mervin G. Morris (1920-2021). Het assortiment bestond  kleding, schoenen, beddengoed, badproducten, meubels, sieraden, schoonheidsproducten, elektronica, speelgoed en huishoudelijke artikelen van nationale merken. Veel winkels van het bedrijf werden geopend in winkelcentra, maar een aantal locaties warern solitaire vestigingen. Op basis van de omzet in 2005 was Mervyn's de 83e grootste retailer in de Verenigde Staten.
In 2006 had Mervyn's 189 winkels in 10 staten. Een jaar later, nadat Mervyn's zijn winkels in Oregon en Washington sloot, had Mervyn's het aantal winkels teruggebracht tot 177  in zeven staten. Op 17 oktober 2008 maakte het bedrijf bekend dat het faillissement was aangevraagd Alle resterende vestigingen zouden tegen het einde van het jaar gesloten zijn. De familie Morris, die in 2009 de intellectuele eigendomsrechten van het bedrijf terugkocht, kondigde plannen aan om Mervyn's opnieuw te lanceren als een online-winkel, maar de voorgestelde heropleving kwam nooit tot bloei.
In 2024 is Meryvn's Department Store teruggekeerd als een online-winkel, die gespecialiseerd is in de verkoop van uitverkoop- en overtollige artikelen van andere retailers.

## Geschiedenis

### Begintijd

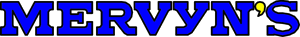
Definitieve versie van het originele logo van Mervyns, dat van begin 1962 tot eind 1994 werd gebruikt

Mervin G. Morris richtte op 29 juli 1949 de eerste Mervyn's-winkel op in San Lorenzo, Californië. De winkel zou Mervin's heten, maar een ontwerper stelde voor dat een spelling met een "y" in plaats van een "i" visueel aantrekkelijker zou zijn.Mervyn's lag midden in San Lorenzo Village, een geplande woonwijk tussen de steden Hayward en San Leandro, bestaande uit rijtjeshuizen met twee en drie slaapkamers, gebouwd tussen 1944 en de jaren 1950. Mervyn's creëerde een niche voor zichzelf door een relatief eenvoudige winkelomgeving te bieden die de overheadkosten verlaagde, waardoor de winkel de producten goedkoper kon aanbieden dan concurrerende warenhuizen. Mervyn's bood ook aanzienlijk afgeprijsde tweedekeus-artikelen uit de fabriek aan, zoals jeans, T-shirts, ondergoed en vergelijkbare kledingstukken, maar ook huishoudlinnen, waarvan de gebreken klein waren en door de meeste mensen niet opgemerkt konden worden. Hierdoor werd Mervyn's in de jaren 1950 en 1960 populair bij de jonge gezinnen uit de voorsteden, die het grootste deel van de bevolking van San Lorenzo vormden. Deze marketingstrategie werd later verlaten, voordat Mervyn's verder ging dan zijn oorspronkelijke locatie. Mervyn's bleef echter populair als goedkoper alternatief voor nationale warenhuisketens.
De tweede Mervyn's-winkel werd ongeveer 24 km zuidelijker geopend als hoofdhuurder van het Fremont Hub Shopping Center, een van de twee regionale winkelcentra in Fremont, Californië, in 1962.

### Uitbreiding

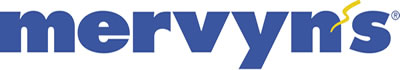
Het logo van Mervyns werd gebruikt van 1994 tot 2004. [ bronvermelding nodig ]

Medio 1975 exploiteerde Mervyn's winkels in grote steden en dorpen in heel Californië, en in oktober breidde het bedrijf zich uit naar Zuid-Californië, met de opening van winkels in Fullerton en Huntington Beach. De locatie in Millbrae was vooral populair onder klanten van het schiereiland van San Francisco die op zoek waren naar aanbiedingen voor kortingsartikelen buiten het seizoen.
In 1978 was het bedrijf uitgegroeid tot een keten van meer dan 50 winkels in drie staten, en werd Mervyn's overgenomen door de Dayton-Hudson Corporation (nu Target Corporation). Mervyn's behield zijn eigen identiteit als dochteronderneming van Dayton Hudson. Een gemiddelde winkel had 80-130 werknemers. Er was een winkelteamleider (1), leidinggevenden van het directieteam (2-4), afdelingsleiders (7-10), begunstigde teamleden (fulltimemedewerkers die geen deel uitmaakten van het leiderschapsteam) en parttimemedewerkers. Alle medewerkers hadden 'kredietdoelen', waarmee het aantal klanten werd bedoeld dat een kredietrekening bij Mervyn's opende. Van deeltijdwerknemers werd verwacht dat het er één per acht uur was, en van het leiderschapsteam één per veertig uur.
Mervyn's betrad Florida in 1988 met een winkel in de Lakeland Square Mall in Lakeland en begon met grote uitbreidingen buiten Californië. Atlanta was de locatie van een bijzonder sterke uitbreidingscampagne, gevolgd door Miami in 1991 met de ombouw van vijf Lord &amp; Taylor-locaties: Cutler Ridge Mall (1982), Coral Square (1984), Miami International Mall, Boynton Beach Mall (beide 1985) en Treasure Coast Square (1987). Mervyn's had voorheen geen winkel in het zuiden van de VS en nam in 1992 een handvol vestigingen van Jordan Marsh over (samen met een nieuw gebouwde winkel in Pembroke Lakes Mall). Ze concurreerden ook met J.C. Penney om winkelruimte in winkelcentra, dat later topposities kreeg in het Town Center Mall in Kennesaw, Shannon Mall in Union City en Gwinnett Place Mall in Duluth. De winkels die niet getroffen werden, waren die in North Dekalb Mall in Decatur, dat werd overgenomen door Upton's en North Point Mall in Alpharetta, dat een Parisian-winkel werd. Dit gebeurde ook in dezelfde periode in Florida, waar het bedrijf tien winkels verkocht aan Dillard's, waaronder de vijf eerder genoemde Lord & Taylor-winkels, samen met voormalige Jordan  Marsh-winkels op Pompano Fashion Square, Broward Mall en Melbourne Square in Melbourne, en nog twee andere (Lakeland Square en Pembroke Lakes). De laatste drie locaties werden 'dubbele locaties' voor Dillard's. De overige acht winkels in Florida waren niet bij de deal inbegrepen en werden aan andere retailers verkocht. Mervyn's had zich in 1997 teruggetrokken uit zowel Miami als Atlanta. In de jaren 1990 breidde Mervyn's zich ook uit naar Arizona, Colorado, Texas, Michigan, Minnesota en de staat Washington.

### Mervyn's California

Het logo van Mervyn voor Californië, dat van 1995 tot begin 2001 werd gebruikt.

Van 1995 tot 2001 werden de winkels omgedoopt tot Mervyn's California, in een poging om zich te identificeren met de wortels aan de westkust. Er werd een mediacampagne gelanceerd om de rebranding onder de aandacht te brengen, met tv-commercials en catalogi met in de hoofdrol voormalig quarterback van de San Francisco 49ers, Joe Montana. De naamsverandering had weinig effect op de inkomsten van het bedrijf en in 2001 werd het woord 'California' uit de naam geschrapt en werd de oorspronkelijke naam weer gebruikt. De meeste van hun winkels in Texas hebben er niet eens aan gedacht om de naam "California" aan hun winkels toe te voegen.
In maart 2004 maakte Target Corporation bekend dat het de divisies Mervyn's en Marshall Field's wilde verkopen om zich te kunnen richten op Target-winkels. Target Corporation werd door veel kopers voor beide winkels benaderd, maar veel van de potentiële kopers zagen alleen waarde in het onroerend goed. Target weigerde te verkopen aan de groepen die Mervyn's wilden kopen, enkel vanwege de waarde van het pand. Target zou alleen deals overwegen die er niet toe zouden leiden dat het bedrijf failliet zou gaan en de toenmalige 30.000 werknemers werkloos zouden worden.
De vestigingen van Mervyn's in Minnesota werden in 2004 gesloten als onderdeel van de deal tussen Target Corporation en The May Department Stores Company, die in juni 2004 hun Marshall Fields-divisie verkocht. May kocht 9 Mervyn's-vestigingen in de omgeving van de Twin Cities, inclusief de winkels van Marshall Field's, en kondigde onmiddellijk de sluiting van die Mervyn's-winkels aan. Analisten zagen dit als een zet van May Company om te voorkomen dat concurrenten deze locaties zouden overnemen. In juli 2004 maakte Target Corporation bekend dat Mervyn's was verkocht aan een groep investeerders, waaronder het particuliere investeringsbedrijf en turnaround-specialist Sun Capital Partners, Cerberus Capital Management en het vastgoedinvesteringsbedrijf Lubert-Adler Management Inc. Rick Leto werd in januari 2005 benoemd tot de nieuwe voorzitter en chief merchandising officer.

### Sluitingen van winkels vóór faillissement

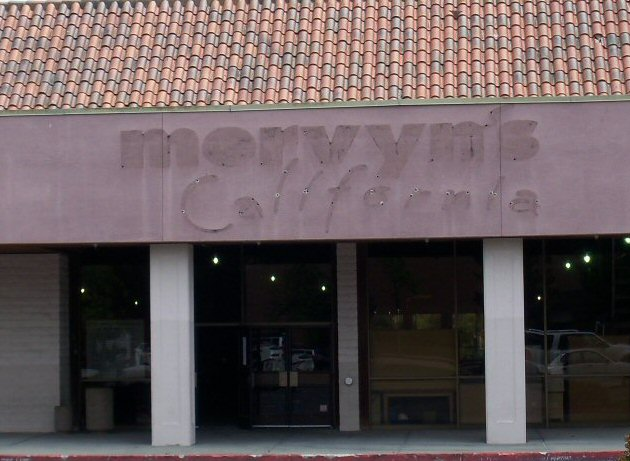
Een lege Mervyn's California-winkel in Capitola, Californië.

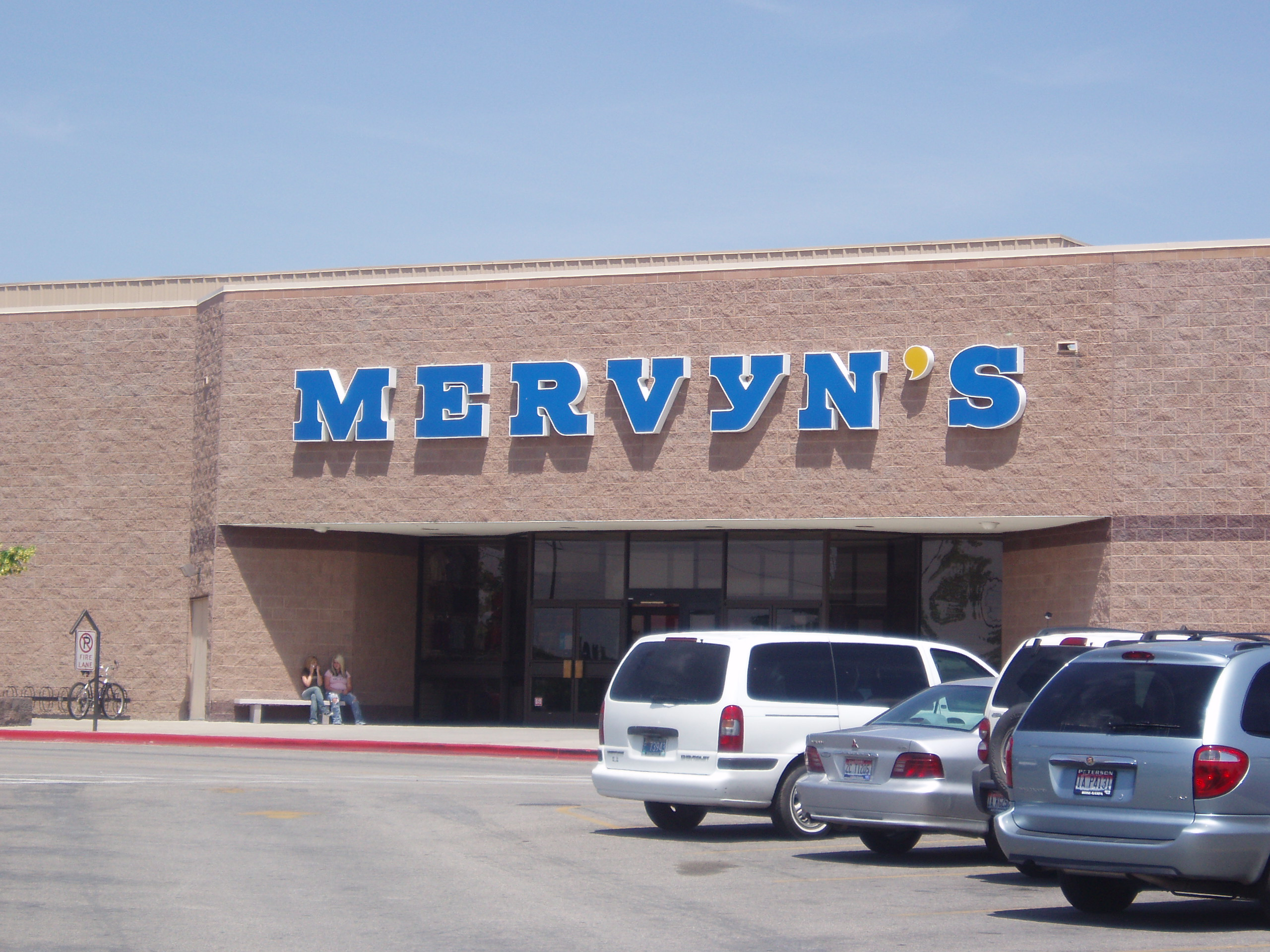
Een typische Mervyn's-winkelgevel uit de jaren 80, deze bevindt zich in Boise, Idaho.

In september 2005 kondigden de nieuwe eigenaren aan dat er 62 winkels zouden sluiten, waarbij de 62 gesloten winkels slechts goed waren voor 17% van de omzet van de keten. De sluitingen betroffen 28 van de 40 winkels in Texas, 15 winkels in Michigan, 10 winkels in Colorado, drie winkels in Oklahoma, 3 winkels in Louisiana en één winkel in elk van de staten Utah, Oregon en Californië. Mervyn's beschikte over een benijdenswaardige vastgoedportefeuille en men was van mening dat ze verder konden investeren in die panden en zo hun concurrentiepositie konden verbeteren.
In 2007 werden nog eens 18 winkels gesloten. Van de gesloten winkels bevonden zich er 17 in Oregon en Washington, en één in Grand Junction, Colorado, de laatste overgebleven Mervyn's-winkel in die staat.

### Faillissement en winkelsluitingen

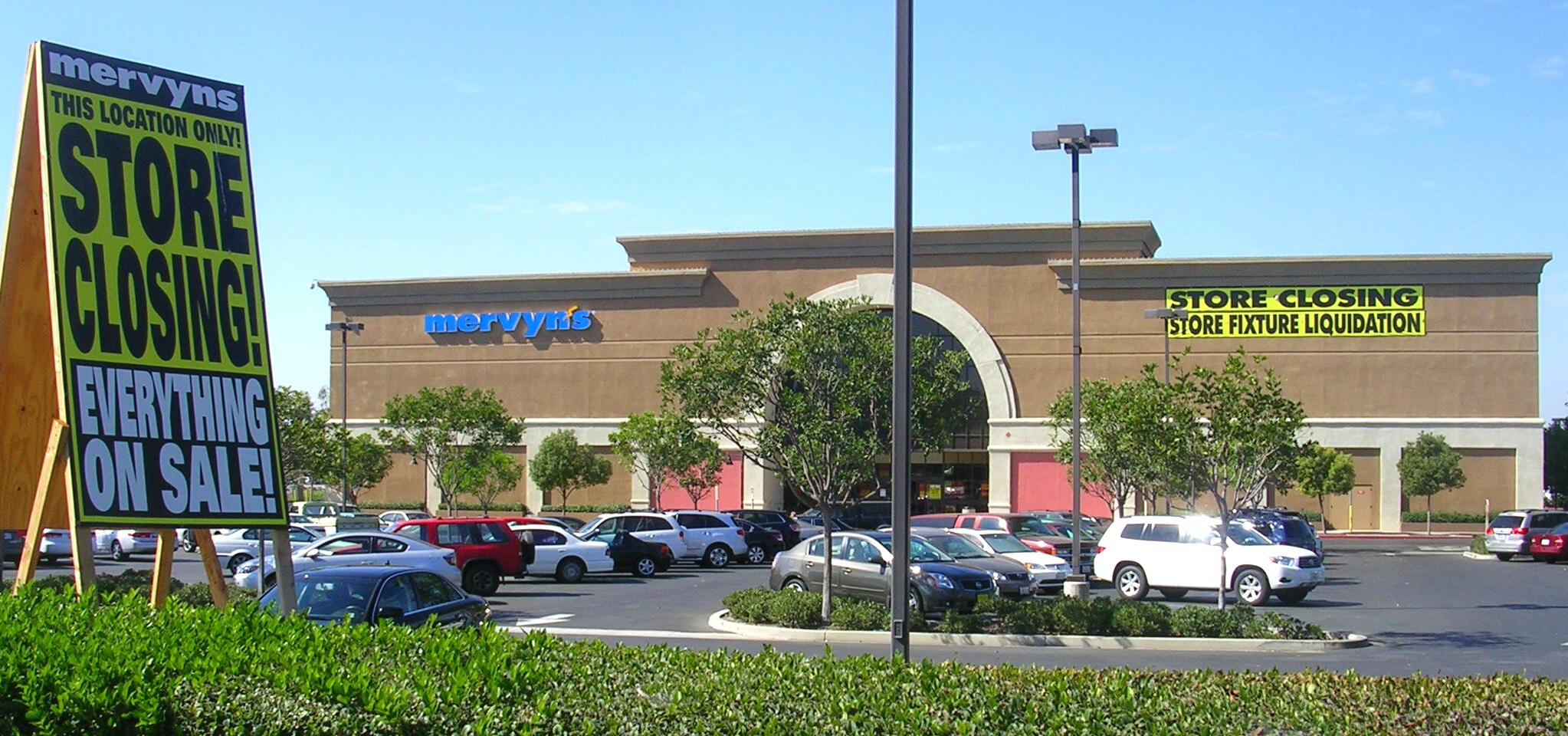
Het faillissement van Mervyn was voor het bedrijf aanleiding om de resterende winkelartikelen eind 2008 te verkopen middels grootschalige uitverkoop. Hier de uitverkoop in Irvine, Californië.

Tekenen van financiële problemen en mogelijk faillissement kwamen aan het licht op 21 juli 2008, toen de Associated Press meldde dat Mervyn's was gestopt met het bijwerken van zijn financiële status en dat de leveranciers van het warenhuis waren gestopt met het leveren van sommige producten, wat de verkopen van de winkel in het kader van het schoolseizoen schaadde. Bovendien werden financieringsaanvragen door kredietverstrekkers afgewezen. Dit bracht de mogelijkheid met zich mee dat het bedrijf faillissement zou moeten aanvragen en zelfs helemaal failliet zou gaan. 
Het bedrijf gaf destijds geen officiële commentaar, maar op 29 juli 2008 maakte Mervyn's bekend dat het uitstel van betaling had aangevraagd bij de Amerikaanse faillissementsrechtbank voor het noordelijke district van Californië. Al snel werd het uitstel van betaling op 17 oktober 2008 omgezet naar een faillissement. Op het moment van deze aankondiging waren er drie winkels die net een feestelijke opening hadden gehad, slechts enkele maanden voordat ze te horen kregen dat ze binnenkort zouden sluiten.
Hoewel het bedrijf aanvankelijk beloofde alle vestigingen open te houden tijdens de reorganisatie, kondigde het bedrijf in augustus 2008 de sluiting aan van alle 26 slecht presterende winkels. Het bedrijf huurde een extern bedrijf in om te helpen bij de liquidatie van de activa uit de getroffen winkels. De sluitingen markeerden ook een volledige terugtrekking van Mervyn's uit de markt van Idaho, terwijl de enige winkel in Boise een van de winkels was die voor sluiting in aanmerking kwam. In Texas werd een volledige terugtrekking uit San Antonio gepland, waar alle drie de overgebleven winkels voor sluiting in aanmerking kwamen, naast de sluiting van de enige winkels in Lubbock, Midland en Odessa .
Na deze sluitingen hield Mervyn's ongeveer 150 winkels over: 16 in Arizona, 121 in Californië, drie in Nevada en New Mexico, zeven in Texas en zes in Utah. 
In september 2008 spande Mervyn's een rechtszaak aan tegen de financiële instellingen die betrokken waren bij de overname van de keten met geleend geld. Volgens Mervyn's was de transactie ervoor gezorgd dat de retailer zijn vastgoedactiva had verloren, waardoor het failliet was gegaan. Mervyn's stelde in de rechtszaak dat Cerberus Capital Management en zijn partners de verhoogde huur hadden gebruikt om de overname te financieren. 

### Liquidatie

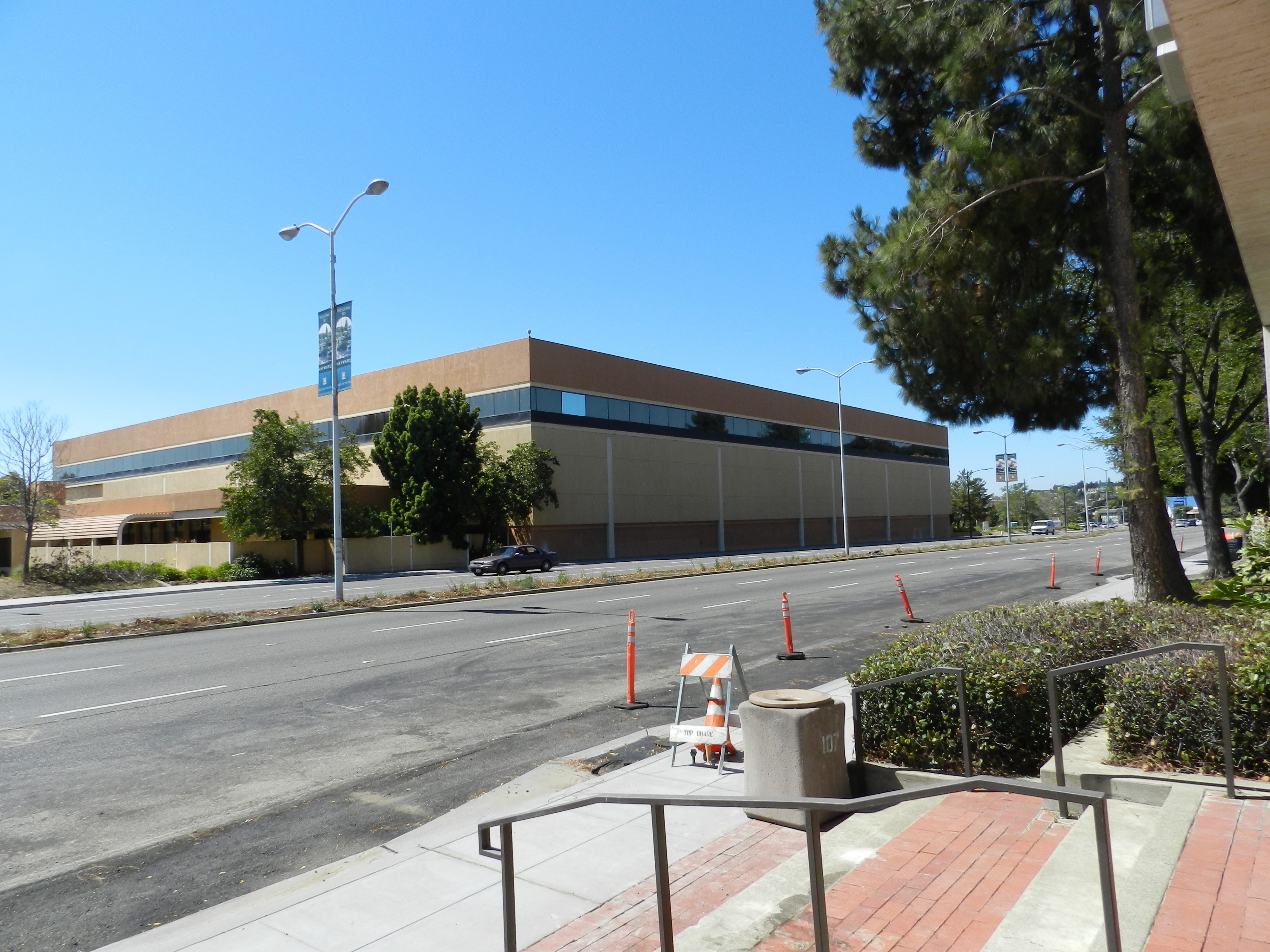
Het voormalige hoofdkwartier van Mervyn, Hayward in 2011

Hoewel het bedrijf probeerde een reorganisatie door te voeren onder faillissement, bezweek Mervyn's uiteindelijk onder de aanhoudende Grote Recessie en kondigde aan dat het zijn activa zou liquideren, met de verklaring dat dit "de beste handelwijze is om de waarde voor alle schuldeisers, werknemers en andere belanghebbenden van het bedrijf te maximaliseren." Het faillissement vereiste dat het bedrijf zijn resterende winkels zou liquideren en sluiten. De aankondiging kwam terwijl modeketen Forever 21 een bod deed om 149 van de resterende Mervyn's-winkels te kopen voor een onbekend bedrag. De oorspronkelijke onderhandelingen mislukten en Mervyn's liquideerde alle 149 winkels via het faillissement. Enkele maanden later wonnen warenhuisketen Kohl's en Forever 21 gezamenlijk een faillissementsveiling om de huurovereenkomsten van 46 Mervyn's-winkels over te nemen; Kohl's heeft 31 winkels overgenomen, terwijl Forever 21 15 winkels heeft overgenomen. 
In een interview met KPIX-TV op 11 februari 2009 onthulde Jeff, de zoon van Mervin Morris, dat de familie de naam en het intellectuele eigendom van Mervyn had gekocht, inclusief de klantenlijst van het bedrijf als onderdeel van een poging om het bedrijf nieuw leven in te blazen. Morris zei niet wanneer de website gelanceerd zou worden of hoeveel het zou kosten. Hij zei alleen dat zijn zonen hierover een beslissing zouden nemen. In 2009 werd de website van Mervyn's vervangen door een site met één pagina, waarop bezoekers zich konden aanmelden voor een mailinglijst om updates over de toekomst van Mervyn's te ontvangen. 

### Online winkel
In 2024 is Meryvn's Department Store teruggekeerd als een onlinewinkel die gespecialiseerd is in de verkoop van uitverkoop- en overtollige artikelen van andere retailers. 

## Nalatenschap
Een privéweg naar de parkeerplaats van een winkelcentrum waar vroeger een vestiging van Mervyn's was, heet nog steeds Mervyn's Drive in Fullerton, omdat er vóór 2008 al een vestiging van Mervyn's was. Caltrans onderhoudt nog steeds de verkeerslichten die de privéweg verbinden met de Imperial Highway en plaatste in 2019 een nieuw verkeersbord met de naam "Mervyn's Dr" nadat het oude bord was gevallen. De voormalige winkel is nu een Floor &amp; Decor .
Een privéweg naar een parkeerplaats van een winkelcentrum in Bakersfield heet nog steeds Mervyn's Place, waarmee de erfenis van het warenhuis wordt voortgezet. 
Een kleine weg die naar een voormalige locatie in San Jose leidt, heet Mervyn's Way.